# Yan (An-Shi)
Pour les articles homonymes, voir Yan (homonymie).
756–763
Entités précédentes :
- Dynastie Tang

Entités suivantes :
- Dynastie Tang

Le Yan (chinois : 燕 ; pinyin : Yān), aussi connu sous le nom de Grand Yan (chinois : 大燕 ; pinyin : Dà Yān), est un état fondé en 756 par An Lushan, un général de la dynastie Tang.
Ce dernier c'est révolté contre son maître, l'empereur Tang Xuanzong, en 755. La même année, Lushan remporte une grande victoire contre les troupes de Xuanzong, et s'empare de Luoyang, la capitale de l'est des Tang. Là, Lushan s'auto-proclame premier empereur de la dynastie Yan et fait de Luoyang sa capitale, avant de commencer à marcher vers l'ouest pour attaquer Chang'an, la capitale principale. Devant l'avancée des troupes rebelle, Xuanzong fuit Chang'an pour aller se réfugier au Sichuan.
Si le Yan commence par remporter de grandes victoires contre les Tang et réussit à prendre Chang'an, les choses changent après 757, date à laquelle An Lushan est assassiné par son fils An Qingxu, qui s'auto-proclame empereur à son tour. en 759, c'est au tour de Qingxu d’être assassiné par Shi Siming, un des généraux et vieux amis de son père, qui, après avoir vengé la mort de Lushan, devient le nouvel empereur du Yan. Enfin, en 763, Siming est assassiné à son tour par son fils Shi Chaoyi, qui monte sur le trône. Cette instabilité politique coûte cher au Yan, qui accumule les revers contre les Tang et leurs alliés Ouïghours.
L’accession au pouvoir de Chaoyi est le prélude de la chute finale du Yan, car le meurtre de son père lui met a dos bon nombre des généraux du Yan et les défections en faveur des Tang se multiplient. Ces derniers reprennent définitivement Luoyang durant l'hiver 762 et Chaoyi s'enfuit pour essayer de leur échapper. Sur le point d’être capturé, il se suicide par pendaison au printemps 763, ce qui marque la chute définitive du Yan.

## Dirigeants du Yan
| Nom de temple                                                | Nom posthume | Nom personnel   | Durée du règne | Ères                                                          |
| ------------------------------------------------------------ | ------------ | --------------- | -------------- | ------------------------------------------------------------- |
| Par convention, en Chine le nom de famille précède le prénom |              |                 |                |                                                               |
| Aucun                                                        | La (剌 là)   | An Lushan       | 756-757        | Shengwu (聖武 Shèngwǔ)                                        |
| Aucun                                                        | Aucun        | An Qingxu (en)  | 757-759        | Tiancheng (天成 Tiānchéng)                                    |
| Aucun                                                        | Aucun        | Shi Siming (en) | 759-761        | Shuntian (順天 Shùntiān) 759-761 Yingtian (應天 Yìngtiān) 761 |
| Aucun                                                        | Aucun        | Shi Chaoyi (en) | 761-763        | Xiansheng (顯聖 Xiǎnshèng)                                    |

## Voir également
- An Lushan
- Révolte d'An Lushan